# Dicerca caudata
Dicerca caudata är en skalbaggsart som beskrevs av Leconte 1860. Dicerca caudata ingår i släktet Dicerca och familjen praktbaggar. Inga underarter finns listade i Catalogue of Life.